# Ion Iosefide
Ion Iosefide (* 27. Juli 1928 in Câmpina, Kreis Prahova; † 1999 in Bukarest) war ein rumänischer Politiker der Rumänischen Kommunistischen Partei PCR (Partidul Comunist Român) und Diplomat, der unter anderem von 1974 bis 1979 Stellvertretender Minister für Schwermaschinenbau sowie zwischen 1979 und 1985 Botschafter in der Arabischen Republik Ägypten war.

## Leben
Ion Iosefide besuchte nach der Grundschule von 1940 bis 1947 das Gymnasium in Bukarest und absolvierte zwischen 1945 und 1946 ein Praktikum in der Gießerei der Zentralwerkstätten der Kommunalen Betriebe von Bukarest UCB (Uzinelor Comunale București). Er war zugleich zwischen 1945 und 1946 Sekretär der Jugendorganisation Tineretului Progresist bei der UCB und war 1947 für einige Zeit Organisator der Tineretului Progresist im Bukarester Sektor IV und Unterstützer der kulturellen Aktivitäten der Jugendlichen in der ehemaligen Brotfabrik „Herdan“. Er wurde Mitglied der Union der Arbeiterjugend UTM (Uniunea Tineretului Muncitor) und war Sekretär von deren Komitee bei den UCB. 1948 begann er ein Studium am Polytechnischen Institut Bukarest und war dort zwischen 1948 und 1949 Verantwortlicher für Kultur sowie Organisationssekretär des UTM-Komitees der Polytechnischen Institut Bukarest. Er setzte sein Studium ab 1949 am Polytechnischen Institut Swerdlowsk fort und schloss dieses im Juli 1953 als Maschinenbauingenieur ab. Während seines Studiums engagierte er sich zwischen 1949 und Juli 1953 als Kulturbeauftragter, Sekretär der Organisation rumänischer Studenten des Polytechnischen Instituts und stellvertretender Sekretär der Organisation rumänischer Studenten der Bildungseinrichtungen in Swerdlowsk.
Nach seiner Rückkehr war Iosefide zwischen August 1953 und Juni 1955 nacheinander technischer Leiter, Technologe in der Getriebeabteilung, stellvertretender Leiter der mechanischen Abteilung sowie Bereichsleiter der Fahrzeug- und Maschinenfabrik „23 August“ und wurde 1955 Mitglied der damaligen Rumänischen Arbeiterpartei PMR (Partidul Muncitoresc Român). Anschließend wurde er im Juni 1955 kurzzeitig Leiter der Abteilung Wirtschaft des Parteikomitees im Bukarester Ortsteil „23 August“ und war anschließend zwischen 1955 und 1959 Instrukteur in der Sektion Schwerindustrie und Transport der Abteilung Wirtschaft des Zentralkomitees (ZK) der PMR sowie 1957 Sekretär der Grundorganisation in dieser Abteilung. Am 24. April 1959 wurde er stellvertretender Leiter der Sektion Schwerindustrie der ZK-Abteilung Wirtschaft und kurz darauf ebenfalls 1959 in der ZK-Abteilung stellvertretender Leiter der Sektion Metallurgie und Maschinenbau, deren Leiter er zwischen dem 16. November 1961 und dem 20. Juni 1963  war. Daraufhin absolvierte er ein Studium an der Akademie für Sozial- und Politikwissenschaften „Ștefan Gheorghiu“ und war daraufhin von November 1966 bis zum 10. September 1968 Sekretär des PCR-Stadtparteikomitees von Bukarest. Er wurde am 21. September 1968 Vizepräsident des Komitees für Angelegenheiten der Kommunalverwaltung und fungierte daraufhin zwischen dem 2. Juni und dem 5. November 1969 als Vizepräsident des Staatlichen Komitees für Wirtschaft und Kommunalverwaltung. Daraufhin bekleidete er vom 5. November 1969 bis zum 19. März 1974 zeitgleich die Funktionen als Sekretär des Parteikomitees sowie als Präsident des Rates zur Arbeitskontrolle der wirtschaftlichen und sozialen Aktivitäten im Kreis Galați. Darüber hinaus wurde am 29. August 1973 Mitglied des Zentralrates zur Arbeitskontrolle der wirtschaftlichen und sozialen Aktivitäten.
Nach Beendigung dieser Tätigkeiten war Ion Iosefide zwischen dem 25. März 1974 und dem 8. Januar 1979 Stellvertretender Minister für Schwermaschinenbau. Auf dem Elften Parteitag der PCR (24. bis 27. November 1974) wurde er Kandidat des ZK der PC und behielt diese Funktion bis zum Zwölften Parteitag der PCR (19. bis 23. November 1979). Zuletzt wurde er am 16. Januar 1979 außerordentlicher und bevollmächtigter Botschafter in der Arabischen Republik Ägypten und verblieb auf diesem diplomatischen Posten in Kairo bis zum 22. März 1985, woraufhin Ion Cosma seine Nachfolge antrat. Für seine langjährigen Verdienste wurde er mehrfach ausgezeichnet und erhielt unter anderem die Medaille der Arbeit („Medalia Muncii“) sowie den Orden der Arbeit Dritter Klasse (Ordinul Muncii).